# Радзиковський Борис Євгенович
Борис Євгенович Радзиковський (15 липня 1894, м. Васильків — 2 жовтня 1955, м. Київ) — український історик, економіст, викладач Київського державного університету.

## Біографія
Народився 15 липня 1894 року в м. Василькові Київської губернії. Впродовж 1904–1912 рр. навчався в Другій чоловічій гімназії, яку закінчив із золотою медаллю. У 1912–1917 рр. — навчався в Університеті Св. Володимира на історичному відділенні історико-філологічного факультету.
Після закінчення працював викладачем у Вищому початковому училищі. З 1921 року — викладач політекономії у військово політичній школі та в Київському інституті народної освіти. У 1925–1935 рр. — професор політичної економії. Одночасно, в 1927–1930 рр. — працював старшим науковим співробітником кафедри марксизму-ленінізму при Академії Наук УРСР. 1937–1938 рр. — старший викладач Бібліотечного інституту (відділення Харківського університету). У 1938–1941 рр. — старший викладач історії Київського державного університету.
Після початку Другої світової війни кілька місяців працював старшим викладачем евакуйованого Київського учительського інституту. У жовтні 1941 року був мобілізований до лав Червоної Армії, а через рік демобілізований за станом здоров'я. Працював в евакуації у сільському господарстві. З лютого 1944 року був доцентом кафедри політичної економіки Київського державного університету.
З 10 липня 1944 року до серпня 1949 року — декан економічного факультету Київського державного університету. У 1949 році захистив дисертацію «Економічна теорія Арістотеля в рамках історії класичного періоду стародавньої Греції» на здобуття наукового ступеня кандидата економічних наук. Радзиковський у 1949 році очолив Кафедру стародавньої історії (яка до цього в період з 1947 до 1949 року була об'єднана з Кафедрою історії середніх віків), він читав курс історії стародавньої Греції і Риму. До складу кафедри стародавньої історії того ж року ввійшли кандидат історичних наук І. Ф. Симоненко та викладач М. Д. Мелащенко, які читали на історичному факультеті курси з історії первісного суспільства, історії стародавнього Сходу, історії стародавньої Греції та Риму, а також основ етнографії. По суті ці три викладачі забезпечували факультет фаховою підготовкою студентів-античників, що було дуже важко, але вкрай важливо.
Помер Борис Радзиковський 2 жовтня 1955 року в Києві. 

## Нагороди
- За життя був нагороджений медаллю «За доблестный труд в Великой Отечественной войне 1941—1945 гг.».